# Кунья (Псковська область)
Кунья (рос. Кунья) — робітниче селище в Куньїнському районі Псковської області Російської Федерації.
Населення становить 2902 особи. Входить до складу муніципального утворення Муніципальне утворення Кунья.

## Історія
Від 2015 року входить до складу муніципального утворення Муніципальне утворення Кунья.

## Населення
| 1939  | 1959  | 1970  | 1979  | 1989  | 2002  | 2004  |
| ----- | ----- | ----- | ----- | ----- | ----- | ----- |
| 615   | ↗2313 | ↗2952 | ↗3503 | ↗3958 | ↘3527 | ↘3480 |
| 2005  | 2006  | 2007  | 2008  | 2009  | 2010  | 2011  |
| ↘3438 | ↘3422 | ↘3391 | ↘3332 | ↘3278 | ↘3127 | ↘3109 |
| 2012  | 2013  | 2014  | 2015  | 2016  | 2017  | 2018  |
| ↘2998 | ↘2894 | ↘2751 | ↘2744 | ↗2754 | ↗2785 | ↘2734 |
| 2019  | 2020  | 2021  |       |       |       |       |
| ↘2673 | ↘2667 | ↗2902 |       |       |       |       |